# سرقت اطلاعات فراری توسط مک‌لارن
جاسوسی اطلاعات فراری ۲۰۰۷، که به‌عنوان رسوایی اسپای‌گیت (Spygate) نیز شناخته می‌شود، یکی از بزرگ‌ترین جنجال‌های تاریخ فرمول یک بود که طی آن اطلاعات فنی محرمانه‌ای از تیم فراری به مک‌لارن منتقل شد. این ماجرا منجر به تحقیقات FIA و در نهایت به جریمه ۱۰۰ میلیون دلاری و حذف مک‌لارن از رقابت قهرمانی سازندگان انجامید.
این پرونده از طریق افشای ۷۸۰ صفحه اطلاعات فنی فراری، که توسط نایجل استپنی (مهندس ارشد فراری) به مایک کاولان (مهندس ارشد مک‌لارن) منتقل شده بود، به جریان افتاد. ماجرا از طریق یک فروشگاه فتوکپی در انگلستان افشا شد و به یکی از بزرگ‌ترین بحران‌های تاریخ فرمول یک تبدیل گشت.
علاوه بر مک‌لارن، تیم رنو نیز به دلیل داشتن اطلاعات فنی مک‌لارن تحت بررسی قرار گرفت، اما از مجازات گریخت. این رسوایی تأثیرات عمیقی بر قوانین امنیتی و محرمانگی اطلاعات تیم‌های فرمول یک گذاشت و منجر به اتخاذ تدابیر سخت‌گیرانه‌تری در زمینه حفاظت از داده‌های فنی شد.

## زمینه
فراری در جایزه بزرگ ایالات متحده ۲۰۰۷ به‌طور رسمی از نایجل استپنی شکایت کرد. تحقیقات جنایی انجام شد که در آخر به اخراج استپنی کشید. فراری تا زمانی که از یکی از کارمندان در مغازه فتوکپی ایمیلی را دریافت نکرد، از سرقت اطلاعات فنی‌اش بی اطلاع بود. او دید که این اسناد محرمانه است و متعلق به فراری است و پس از کپی کردن آنها، تصمیم گرفت با مقر تیم در ایتالیا تماس بگیرد. سپس فراری از مک‌لارن شکایت کرد که در مرحله اول به خاطر نبود مدرک، مک‌لارن بی‌گناه شناخته شد. اما وقتی فیا از رانندگان مک‌لارن درخواست همکاری کرد، رانندگان نیز اطلاعاتی به فیا دادند که معلوم شد افراد زیادی از این ماجرا باخبرند. برای همین مک‌لارن ۱۰۰ میلیون یورو جریمه شد و تمام امتیازات تیم نیز در جدول سازندگان ۰ شد.

## دعوای رانندگان
| راننده | راننده         | امتیاز |
| ------ | -------------- | ------ |
| ۱      | لوییس همیلتون  | ۷۰     |
| ۲      | فرناندو آلونسو | ۵۸     |
| ۳      | کیمی رایکونن   | ۵۲     |
| منابع: |                |        |

در تعیین خط جایزه بزرگ مجارستان ۲۰۰۷ همیلتون به دستور تیمی عمل نکرد و نگذاشت آلونسو از او سبقت بگیرد.
فردای آن روز پیش از شروع مسابقه الونسو وارد مرکز کنفرانس سیار مکلارن شد و خشم خود را به دنیس نشان داد. آلونسو به این موضوع اشاره کرد که اطلاعاتی دارد که افشای آن برای مکلارن فاجعه انگیز است. و اگر او را به همیلتون اولویت ندهد، آنها را در اختیار فیا خواهد گذاشت. چیزی که آلونسو می‌گفت به‌آن معنا بود که نه‌تنها کافلن از اسرار فراری خبر داشته بلکه چنان عمیق به تیم نفوذ کرده که حتی رانندگان به آنها دسترسی داشتند.
پس از این که آلونسو رفت، دنیس از رئیس ستادش، مارتین ویتمارش، دربارهٔ حقیقت داشتن ادعای آلونسو پرسید و جوابی که شنید این بود:
ما تحقیقاتمان از مهندسین بسیار کامل و جامع عمل کردیم. ادعای آلونسو نمی‌تواند واقعی باشد.
دنیس دست نکشید و با مکس موزلی، رئیس فیا تلفن کرد. بعدها در جلسه ای با فیا، دنیس گفت:
من ناراحت و عصبانی بودم. مکس من را آرام کرد و گفت، اگر احساس کند حرف‌های آلونسو صحت دارد، پیش از انجام هر کاری با من تماس می‌گیرد.

### تحقیق در مورد ادعای آلونسو
تقریباً یک ماه بعد موزلی بدون اینکه دنیس را در جریان بگذارد از رانندگان تیم یعنی: لوئیز همیلتون، فرناندو آلونسو و راننده رزرو تیم پدرو دلاروسا خواست هرگونه اطلاعات فنی محرمانه که از فراری در اختیار دارند اعلام کنند. در عوض فیا اطمینان داد که هر اطلاعاتی که در دسترس باشد منجر به پیگیری راننده تحت قوانین بین‌المللی ورزش یا آیین‌نامه فرمول یک، نخواهد شد. با این حال، به رانندگان اطلاع داده شد که اگر بعداً مشخص شد که آنها هرگونه اطلاعات مربوط به فراری را پنهان نگه داشته‌اند، عواقب جدی می‌تواند به دنبال داشته باشد.
در ۵ سپتامبر ۲۰۰۷، فیا اعلام کرد که مدارک جدیدی در مورد این پرونده دریافت کرده‌است و در ۱۳ سپتامبر تحقیقات را مجدداً آغاز خواهد کرد. فیا دادگاه تجدید نظر را تشکیل داد. سران هر دو تیم به پاریس دعوت شدند و همه مدارک رو شد: ۲۸۸ پیامک و ۳۵ تماس تلفنی، و ایمیل‌هایی از رانندگان که به برنی اکلستون رئیس بخت فرمول یک ارسال شده بود.
فیا به این نتیجه رسید که اطلاعات به دست خیلی از افراد تیم افتاده‌است. درنهایت تمام امتیازات تیم گرفته شد و ۱۰۰ میلیون دلار جریمه شد که سنگین‌ترین جریمه در تاریخ فرمول یک است. یک تیم بازرسی خودرو فصل ۲۰۰۸ را بازرسی کردند تا از اطلاعات فراری استفاده نکرده باشد. اما با توجه به همکاری رانندگان هیچ امتیازی از آن‌ها سلب نشد و می‌توانستند در جدول رانندگان رقابت کنند ولی اگر هر کدام برنده می‌شد هیچ شخصی از تیم مکلارن اجازه حضور در روی سکو و گرفتن جایزه سازنده برنده را نداشت.